# Bürvenicher Berg und Tötschberg sowie Berg- und Mausbachtal
Koordinaten: 50° 38′ 28″ N, 6° 36′ 10″ O
Das Naturschutzgebiet Bürvenicher Berg und Tötschberg sowie Berg- und Mausbachtal liegt auf dem Gebiet der Stadt Mechernich im Kreis Euskirchen in Nordrhein-Westfalen.
Das aus vier Teilflächen bestehende Gebiet erstreckt sich nordwestlich der Kernstadt Mechernich und nördlich, westlich und südwestlich des Mechernicher Stadtteils Floisdorf entlang des Berg- und des Mausbachs. Nordöstlich verläuft die Landesstraße L 11, westlich die B 265 und östlich die B 477.

## Bedeutung
Für Mechernich ist seit 1983 ein 103,28 ha großes Gebiet unter der Kenn-Nummer EU-020 als Naturschutzgebiet ausgewiesen. Das Gebiet wurde unter Schutz gestellt, um Lebensräume und Tier- und Pflanzenarten von gemeinschaftlichem Interesse zu erhalten und zu entwickeln. 